# Hennock
Hennock – wieś i civil parish w Anglii, w Devon, w dystrykcie Teignbridge. W 2011 civil parish liczyła 1747 mieszkańców. Hennock jest wspomniana w Domesday Book (1086) jako Hanoch/Hainoc.